# Isabellas
ISABELLAS er et dansk livsstilsmagasin, som udkommer 12 gange årligt og udgives af mediekoncernen Aller Media.
Magasinet blev startet af iværksætteren Isabella Smith i 2002 i samarbejde med Aller Magasiner, der overtog styringen af bladet i 2009.
Kernestoffet i ISABELLAS er primært artikler, inspiration og gode råd til haven, boligen og madlavningen. Magasinet lægger vægt på æstetik og bringer i hver udgivelse reportager fra boliger og haver fra både ind- og udland. Magasinet havde i 2. halvår af 2014 et oplagstal på 35.228 ifølge Dansk Oplagskontrol.
Chefredaktør på ISABELLAS er Line Marie Laursen.